# Payera mandrarensis
Payera mandrarensis là một loài thực vật có hoa trong họ Thiến thảo. Loài này được (Homolle ex Cavaco) Buchner & Puff mô tả khoa học đầu tiên năm 1993.